# فتاوى أسامة بن لادن
أصدر أسامة بن لادن فتوَيَين في أواخر التسعينات. وقد نشرت الأولى في أغسطس 1996 والثانية في فبراير 1998. وفي ذلك الوقت، لم يكن بن لادن رجلا مطلوبا في أي بلد باستثناء بلده الأصلي السعودية، ولم يعرف حتى الآن كزعيم للمنظمة الإرهابية الدولية القاعدة. ولذلك، لم تحظ هذه الفتاوى إلا باهتمام ضئيل نسبيا حتى بعد تفجيرات سفارتي الولايات المتحدة في أغسطس 1998، والتي تمت إدانة بن لادن بها. وتشير لائحة الاتهام إلى الفتوى الأولى، وتدعي أن خالد الفواز، من هيئة النصيحة والإصلاح التابعة لبن لادن في لندن، شارك في إرسالها إلى الصحافة.

## فتوى 1996
فتوى بن لادن في عام 1996 تحمل عنوان «إعلان الحرب ضد الأمريكيين الذين يحتلون أرض الحرمين الشريفين». وهذه الوثيقة تسمى في بعض الأحيان الرسالة اللادنية، وهو مصطلح مستمد من اسم عائلة بن لادن. وهي عبارة عن نص طويل، وتشكو من الأنشطة الأمريكية في العديد من البلدان. وقد أرسلت بالفاكس إلى الأنصار في جميع أنحاء العالم. وقد ظهرت لأول مرة في صحيفة القدس العربي التي تتخذ من لندن مقرا لها.

## فتوى 1998
وصلت فتوى عام 1998 إلى القدس العربي عن طريق الفاكس، ووقع عليها خمس أشخاص، أربعة منهم يمثلون جماعات إسلامية معينة:
- أسامة بن لادن[2]
- أيمن الظواهري،[2] «أمير جماعة الجهاد في مصر»، ربما بمعنى الجهاد الإسلامي
- رفاعي أحمد طه، اسمه المستعار أبو ياسر، من الجماعة الإسلامية (في مصر).[2] وقد تم التراجع عن هذا التأييد بسبب عدم الشعبية الهائلة للإرهاب في مصر في أعقاب مذبحة الأقصر التي راح ضحيتها سياح ومصريين على يد الجماعة الإسلامية. وشرح طه توقيعه لزملاءه من أعضاء الجماعة الإسلامية قائلا أنه لم يطلب منه عبر الهاتف سوى الانضمام إلى بيان لدعم الشعب العراقي.[6]
- مير حمزة[2]
- فضل الرحمن، «أمير حركة الجهاد في بنغلاديش»،[2] ربما حركة الجهاد الإسلامي/بنغلاديش أو HUJI-B؛ HUJI نفسها في باكستان

وقد تم تحديد الموقعين كمجموعة «الجبهة الإسلامية العالمية للجهاد ضد اليهود والصليبيين». وتشكو هذه الفتوى من الوجود العسكري الأمريكي في شبه الجزيرة العربية و‌الحصار المفروض على العراق والدعم الأمريكي لإسرائيل. وهي ترمي إلى توفير الإذن الديني للقتل العشوائي للأمريكيين واليهود في كل مكان. وقد ظهرت في فبراير 1998 وتلاها تفجيرات السفارتين في أغسطس.

### الجبهة الإسلامية العالمية
الجبهة الإسلامية العالمية هي المنظمة التي أصدرت بيان الجبهة الإسلامية العالمية المؤرخ 23 فبراير 1998، «الجهاد ضد اليهود والصليبيين»، التي تسرد أعمال الأمريكيين التي يزعمون أنها تتعارض مع «أمر الله»، وتفيد بأن «حكم الجبهة بقتل الأمريكيين وحلفائهم—مدنيين وعسكريين—هو واجب فردي لكل مسلم يمكنه أن يفعل ذلك في أي بلد من الممكن أن تفعل ذلك.» ويعتبر خبراء الإرهاب أن «الجبهة الإسلامية العالمية» مرادفة للقاعدة.
وتستخدم لجنة 9/11 نص فتوى 23 فبراير 1998 كدليل يربط أسامة بن لادن، أيمن الظواهري، والقاعدة بهجمات 11 سبتمبر 2001 في نيويورك، واشنطن العاصمة، وبالقرب من شانكسفيل، بنسيلفانيا.

### آثار بيان الجبهة الإسلامية العالمية
الفتوى المؤرخة 23 فبراير 1998 هو أول أمر رسمي معروف للجبهة الإسلامية العالمية. تدعو الفتوى كل فرد من أفراد الأمة القائمة، «وفقاً لقول الله سبحانه وتعالى، 'وقاتلوا المشركين كافة كما يقاتلونكم كافة،' و'وقاتلوهم حتى لا تكون فتنة ويكون الدين كله لله.'» ويعتبر خبراء الإرهاب الفتوى على نطاق واسع باعتبارها الوثيقة التأسيسية للجبهة الإسلامية العالمية.